# Вилсон (Тексас)
Вилсон (енгл. Wilson) град је у америчкој савезној држави Тексас. По попису становништва из 2010. у њему је живело 489 становника.

## Демографија
Према попису становништва из 2010. у граду је живело 489 становника, што је 43 (8,1%) становника мање него 2000. године.
| Група             | 2000.       | 2010.       |
| Белци             | 229 (43,0%) | 199 (40,7%) |
| Афроамериканци    | 5 (0,9%)    | 3 (0,6%)    |
| Азијати           | 0 (0,0%)    | 0 (0,0%)    |
| Хиспаноамериканци | 295 (55,5%) | 280 (57,3%) |
| Укупно            | 532         | 489         |